# Кастел Сан Феличе (Перуђа)
Кастел Сан Феличе је насеље у Италији у округу Перуђа, региону Умбрија.
Према процени из 2011. у насељу је живело 123 становника. Насеље се налази на надморској висини од 315 м.